# Camí de l'Obac (Guàrdia de Tremp)
El Camí de l'Obac és un camí del terme de Castell de Mur, Pallars Jussà, dins de l'antic terme de Guàrdia de Tremp.
Arrenca de la carretera LV-9124 al nord mateix de la vila de Guàrdia de Noguera, en direcció nord, i en un breu tram arriba al lloc on hi havia el cementiri vell de la vila. Continua cap al nord i travessa el paratge de Peremartell, on torç cap al nord-oest per anar a buscar el barranc de Mur, travessat el qual el camí gira cap al nord-est i emprèn una forta pujada que li fa agafar tres revolts tancats i canviar tres vegades més de direcció. Al capdamunt de la pujada, on ateny els 578,9 m. alt. i es troba a l'extrem sud-est del vessant de la serra on hi ha el Castell de Guàrdia, trenca cap al nord per resseguir el vessant oriental d'aquesta serra. Ateny la cota màxima, de 589,7 metres d'altitud, i tot seguit inicia un lleuger descens, decantant-se cap al nord-oest. En poc tros més arriba als Obacs, on acaba el seu recorregut gairebé a la mateixa altitud que ha començat.

## Etimologia
Pren el nom del lloc on mena, on es troben, a més dels Obacs esmentats, l'Obac del Castell.